# 1871

## Esdeveniments
Països Catalans
- 3 de maig - Barcelona: l'Ajuntament instaura el sistema mètric decimal al comerç; és el primer municipi del país que ho fa.
- Publicació de La Renaixensa

Resta del món
- 1 de gener - l'Argentina: hi entra en vigor el Codi Civil, redactat per Dalmacio Vélez Sársfield.
- 10 de gener - Viena: Enrica von Handel-Mazzetti, escriptora austríaca.[1]
- 18 de gener - Versalles (Yvelines, l'Illa de França, França): a palau, un grup de prínceps alemanys proclamen emperador d'Alemanya Guillem I de Prússia.
- 1 de març - França: la creixent impopularitat i el desastre de Sedan provoquen l'enderrocament de Napoleó III, el qual fuig a Anglaterra.
- 18 de març - París (França): S'estableix formalment la Comuna de París,[2] que dominarà breument (fins al 28 de maig) la ciutat de París.
- 28 de maig - París (França): S'acaba el breu domini de la Comuna de París, instaurada formalment el 28 de març) la ciutat de París.
- 8 d'octubre - Chicago (Illinois): s'inicia el Gran incendi de Chicago.[3]
- 11 de novembre - Anglaterra: comença la FA Cup 1871–72, la primera edició de la Copa anglesa de futbol, la competició de futbol més antiga del món.

- Guillem I de Prússia és proclamat emperador alemany després de la unificació
- Charles Tellier crea a l'Argentina el primer envasament frigorífic
- Primera prohibició del Ku Klux Klan
- Es fixa l'ensenyament obligatori al Japó
- Publicació de les llegendes de Gustavo Adolfo Bécquer
- Louis Pasteur convenç els seus col·legues per bullir l'instrumental mèdic i evitar infeccions
- Estrena d'Aïda, de Verdi
- Amadeu I d'Espanya es proclama rei
- Blankenberge (Bèlgica) - Inauguració del Port de Blankenberge

## Naixements
Països Catalans
- 29 de gener, València: Eduard López-Chávarri i Marco, compositor, escriptor i teòric musical valencià (m. 1970).
- 5 de maig, Castelló de la Plana: Vicent Castell i Domènech, pintor, dibuixant i decorador valencià (m. 1934).[4]
- 24 de juliol, Barcelona: Marçal Ballús i Bertran, odontòleg i pioner de la cinematografia a Catalunya.
- 19 d'agost, Sant Andreu del Palomar: Ignasi Iglésias i Pujadas, dramaturg i poeta vinculat amb el moviment modernista.
- 11 de setembre, Barcelona: Hermen Anglada i Camarasa, pintor català.
- 21 de setembre, Barcelona: Josefina Huguet i Salat, soprano.[5]
- 25 d'octubre, Sabadell: Domènec Soler i Gili, pintor i escenògraf (m. 1951).[6]
- 18 de novembre, Collbató, Província de Barcelona: Amadeu Vives i Roig, compositor i escriptor català (m. 1932).
- 31 de desembre, Burgos, María Villén, pedagoga, directora de l'Escola Normal de València, renovadora de l'ensenyament republicà.[7]

Resta del món
- 6 de gener, Lisboa, Portugal: Regina Pacini, soprano i primera dama argentina (m. 1965).[8]
- 7 de gener, Sant Africa, França: Émile Borel, matemàtic i polític (m. 1956).
- 10 de gener, Viena: Enrica von Handel-Mazzetti, escriptora.
- 15 de gener, Boston: Bertram Shapleigh, compositor estatunidenc interessat en la cultura asiàtica.
- 20 de febrer, Brescia, Itàlia: Virginia Guerrini, mezzosoprano italiana (m. 1948).[9]
- 24 de febrer, Bítola: Sevasti Qiriazi, mestra albanesa, pionera de l'educació femenina.[10]
- 5 de març, Zamość, Polònia: Rosa Luxemburg, dirigent revolucionària i teòrica marxista alemanya d'origen jueu (m. 1919).[11]
- 1 d'abril, Noruega: Fredrik Melius Christiansen, violinista i compositor
- 10 d'abril, Parikkala, Carèlia Meridional: Bertha Enwald, arquitecta i professora de dibuix finlandesa (m. 1957).[12]
- 12 d'abril, Itaca (Grècia): Ioannis Metaxàs, General i polític grec que el 4 d'agost de 1936 va establir una dictadura de caràcter feixista a Grècia (m. 1936)[13]
- 30 d'abril, Pittsburgh: Louise Homer, contralt estatunidenca (m.1947).[14]
- 6 de maig, Cherbourg, França: François Auguste Victor Grignard, químic francès, Premi Nobel de Química de l'any 1912 (m. 1935).[15]
- 15 de maig, Estocolm: Naima Sahlbom, química sueca, mineralogista, i activista per la pau (m. 1957).[16]
- 16 de juny - Jacksonville, Florida (EUA): James Weldon Johnson, autor, polític, diplomàtic, crític, periodista, poeta, antologista, educador, advocat, compositor de cançons, activista dels drets humans i prominent figura dins el moviment cultural Harlem Renaissance (m. 1938).[17]
- 27 de juny - Bebington, Merseyside, Anglaterra: Lottie Dod, esportista anglesa (m. 1960).
- 29 de juny - Florència: Luisa Tetrazzini, soprano italiana, una de les més cèlebres de la seva generació (m. 1940).[18]
- 10 de juliol, París, França: Marcel Proust, escriptor francès (m. 1922).[19]
- 18 de juliol, Torí (Itàlia): Giacomo Balla, pintor italià, un dels fundadors del moviment futurista (m. 1958).[20]
- 2 d'agost, Pamplona: Martín Rodríguez Seminario, compositor.
- 7 d'agost, Jorasanco, Índia: Abanindranath Tagore, intel·lectual, artista, escriptor i principal creador de la Indian Society of Oriental Art (m. 1951).
- 16 d'agost, Arcisate: Rina Monti, biòloga, fisiòloga i zoòloga italiana, primera dona a obtenir càtedra universitària a Itàlia (m. 1937).[21]
- 21 d'agost, Spoleto: Angelica Pandolfini, soprano italiana (m. 1959).[22]
- 27 d'agost, Terre Haute, Indiana (EUA): Theodore Dreiser, periodista i escriptor estatunidenc (m. 1945).[23]
- 29 d'agost, Mercy-le-Haut, França: Albert Lebrun, enginyer, 15è president de la República Francesa, 14è de la Tercera República (m. 1950).[24]
- 30 d'agost, Brightwater, Nova Zelanda: Ernest Rutherford, físic i químic britànic, Premi Nobel de Química de 1908 (m. 1937).[25]
- 26 de setembre, Birmingham, Edith Holden, artista britànica, il·lustradora i professora d'art.[26]
- 27 de setembre, Nuoro, Sardenya: Grazia Deledda: novel·lista italiana, Premi Nobel de Literatura de 1926 (m. 1936).[27]
- 2 d'octubre, Olympus (EUA): Cordell Hull, advocat nord-americà, Premi Nobel de la Pau de 1945 (m. 1955).[28]
- 8 d'octubre, Ucraïna: Ivan Piddubny, lluitador ucraïnès d'origen cosac.
- 14 d'octubre, Viena: Alexander von Zemlinsky, compositor i director d'orquestra austríac (m. 1942).[29]
- 30 d'octubre, Seta, França: Paul Valéry, escriptor francès (m. 1945).[30]
- 13 de desembre, Victoria, Canadà: Emily Carr, pintora i escriptora canadenca (m. 1945).[31]
- Ciutat de Luxemburg: Nikolaus Welter, escriptor, home d'estat i crític literari luxemburguès.
- Gotha: Otto Freytag-Besser, cantant.
- Roma: Alberto Cametti, organista i compositor

## Necrològiques
Països Catalans
- 11 d'agost, Sabadell, Vallès Occidental: Josep Duran i Sors, industrial tèxtil i polític català, alcalde de Sabadell.

Resta del món
- 26 de gener, Juillac: Jeanne Villepreux-Power, biòloga marina pionera i autodidacta francesa.[32]
- 18 de març:
  - Montmartre, França: Claude Lecomte, militar francès, assassinat per la Guàrdia Nacional de la Comuna de París.
  - Montmartre, França: Jacques Leon Clément-Thomas, militar francès, assassinat per la Guàrdia Nacional de la Comuna de París.
- 12 de maig, París (França): Daniel Auber, compositor francès, autor del voltant de 70 obres per a l'escena, òperes, ballets i música religiosa (n. 1782).[33]
- 9 de juny, Kent, Anglaterra: Anna Atkins, botànica i fotògrafa anglesa, pionera de la fotografia científica (n. 1799).[34]
- 27 de juny, Estocolm: Anna Sundström, química sueca. coneguda com la primera dona química de Suècia (n. 1785).[35]
- 19 de setembre, Lisboa, Portugal: Luis Augusto Rebelo da Silva, escriptor portuguès.
- 18 d'octubre, Londres (Anglaterra): Charles Babbage, matemàtic i precursor de la informàtica anglès (n. 1791).[36]